# Championnat de Ligue Professionelle 1 2018-2019

## Squadre partecipanti
| Squadra            | Città       | Stagione precedente                               |
| ------------------ | ----------- | ------------------------------------------------- |
| Ben Guerdane       | Ben Gardane | 12º posto                                         |
| Bizertin           | Biserta     | 5º posto                                          |
| Club Africain      | Tunisi      | 2º posto                                          |
| Espérance          | Tunisi      | 1º posto                                          |
| Étoile du Sahel    | Susa        | 3º posto                                          |
| Gabès              | Gabès       | 10º posto                                         |
| Hammam Lif         | Hammam Lif  | 1º posto in Championnat de Ligue Professionelle 2 |
| Kairouan           | al-Qayrawan | 8º posto                                          |
| Étoile de Métlaoui | Métlaoui    | 7º posto                                          |
| Monastir           | Monastir    | 6º posto                                          |
| Sfaxien            | Sfax        | 4º posto                                          |
| Stade Gabèsien     | Gabès       | 11º posto                                         |
| Stade Tunisien     | Bardo       | 9º posto                                          |
| Tataouine          | Tataouine   | 2º posto in Championnat de Ligue Professionelle 2 |

## Classifica finale
|                    | Pos. | Squadra             | Pt | G  | V  | N  | P  | GF | GS | DR  |
| ------------------ | ---- | ------------------- | -- | -- | -- | -- | -- | -- | -- | --- |
| Tunisia (bandiera) | 1.   | Espérance           | 56 | 26 | 17 | 5  | 4  | 37 | 15 | +22 |
|                    | 2.   | Étoile du Sahel     | 54 | 26 | 15 | 9  | 2  | 40 | 17 | +23 |
|                    | 3.   | Sfaxien             | 52 | 26 | 14 | 10 | 2  | 34 | 15 | +19 |
|                    | 4.   | Ben Guerdane        | 38 | 26 | 10 | 8  | 8  | 22 | 21 | +1  |
|                    | 5.   | Club Africain       | 37 | 26 | 11 | 4  | 11 | 22 | 24 | -2  |
|                    | 6.   | Bizertin (-3)       | 35 | 26 | 10 | 8  | 8  | 31 | 27 | +4  |
|                    | 7.   | Monastir            | 31 | 26 | 8  | 7  | 11 | 30 | 30 | 0   |
|                    | 8.   | Tataouine           | 31 | 26 | 7  | 10 | 9  | 30 | 39 | -9  |
|                    | 9.   | Étoile de Métlaoui  | 30 | 26 | 7  | 9  | 10 | 22 | 26 | -4  |
|                    | 10.  | Stade Tunisien      | 28 | 26 | 7  | 7  | 12 | 27 | 36 | -9  |
|                    | 11.  | Kairouan            | 26 | 26 | 6  | 8  | 12 | 20 | 32 | -12 |
|                    | 12.  | Hammam Lif          | 25 | 26 | 5  | 10 | 11 | 17 | 23 | -6  |
|                    | 13.  | Stade Gabèsien (-3) | 23 | 26 | 6  | 8  | 12 | 22 | 30 | -7  |
|                    | 14.  | Gabès               | 19 | 26 | 4  | 7  | 15 | 23 | 42 | -19 |

Legenda:
      Campione di Tunisia e ammessa alla CAF Champions League 2019-2020.
      Ammessa alla CAF Champions League 2019-2020.
      Ammesse alla Coppa della Confederazione CAF 2019-2020.
      Retrocesse in Championnat de Ligue Professionelle 2 2019-2020.